# Are Ye Sleeping Maggie
| Recensione | Giudizio |
| ---------- | -------- |
| AllMusic   | [ 1 ]    |

Are Ye Sleeping Maggie è il primo album discografico del gruppo musicale di folk scozzese The Tannahill Weavers, pubblicato dall'etichetta discografica Plant Life Records nel 1976.

## Tracce
Lato A
1. Are Ye Sleeping Maggie – 4:57 (Robert Tannahill; arrangiamento The Tannahill Weavers)
2. Ferrickside / The Laundry at Drummond Castle – 2:16 (Tradizionale; arrangiamento The Tannahill Weavers)
3. Galley of Lorne – 3:37 (Tradizionale; arrangiamento The Tannahill Weavers)
4. Birnie Bouzle – 2:37 (Tradizionale; arrangiamento The Tannahill Weavers)
5. Cam Ye by Athol – 5:21 (Tradizionale; arrangiamento The Tannahill Weavers)

Lato B
1. Hugaibh Oirbh – 4:41 (Tradizionale; arrangiamento The Tannahill Weavers)
2. The Gypsy Laddie – 3:21 (Tradizionale; arrangiamento The Tannahill Weavers)
3. My Love's in Germanie – 5:55 (Tradizionale; arrangiamento The Tannahill Weavers)
4. The Overgate – 2:02 (Tradizionale; arrangiamento The Tannahill Weavers)
5. Ca' the Yowes – 4:56 (Tradizionale; arrangiamento The Tannahill Weavers)

## Formazione
- Roy Gullane - chitarra, banjo tenore, mandolino, voce
- Hudson Swan - bouzouki, voce, fiddle, glockenspiel, mandolino
- Dougie MacLean - fiddle, mandolino, voce, chitarra, banjo tenore
- Phil Smillie - flauto, whistle, voce, bodhrán[2]

Note aggiuntive
- Nigel Pegrum - produttore
- Registrato nel 1976 al Acorn Studios di Stonesfield (Oxfordshire), Inghilterra
- Colin Bateman - ingegnere delle registrazioni
- Peter Wagstaff Design - design copertina album
- Karl-Hunz Studer - fotografie